# Super Drama Movie
Super Drama Movie (im Original Spanish Movie) ist eine spanische Filmkomödie von Javier Ruiz Caldera aus dem Jahr 2009, welche erfolgreiche Werke des spanischen Kinos persifliert. Internationale Bekanntheit erlangte der Film vor allem, da Leslie Nielsen als Nebendarsteller in seiner letzten Filmrolle zu sehen ist.

## Handlung
Die junge Ramira nimmt einen Job als Kindermädchen in dem mysteriösen Anwesen der pillenabhängigen Hausherrin Laura, in dem diese mit ihren Kindern Simeón und Ofendia, sowie ihrem querschnittgelähmten und depressiven Bruder Pedro lebt, an. Simeón teilt Ramira nach ihrer Ankunft mit, er leide an Lichtempfindlichkeit und würde sich nur im Dunkeln aufhalten. In der Annahme, er würde überreagieren und hätte lediglich Angst, das Haus zu verlassen, schickt sie ihn hinaus in die pralle Sonne, um seine Phobie zu überwinden, woraufhin das Kind Feuer fängt und in weiterer Folge explodiert. In der Angst, ihren Job zu verlieren, versteckt sie die Überreste im Keller. Zusätzlich engagiert sie einen Kleinwüchsigen, der inzwischen den Platz Simeóns einnehmen soll, welcher später allerdings kündigt, woraufhin das Verschwinden des Kindes auffällt.
Ofendia erscheint in der Zwischenzeit eine Fee, die sie bittet, ihr bei einer Mission zu helfen. Diese hat aber andere Pläne mit dem Fabelwesen, verbrennt ihm die Flügel und sperrt es neben einem Schlumpf und einer lebendigen Playmobilfigur in ein Puppenhaus ein. Später erscheint ihr der Gebieter der Fee, ein Pan. Aber auch diesen ereilt ein ähnliches Schicksal: als er von Laura aus Versehen ausgeknockt wird und sein Gedächtnis verliert, wird er von Ofendia als Haus- und Reittier gehalten.
Währenddessen nähern sich Ramira und Pedro immer weiter an, allerdings ist erstere mit dem arbeitslosen Trinker Antonio zusammen, mit dem sie allerdings nur noch streitet. Das Problem erledigt sich jedoch, als Antonio nach einem Schlag Ramiras mit einer Pfanne aus dem Fenster stürzt. Allerdings kann auch das Pedro nicht davon abhalten, aufgrund seiner Kondition sterben zu wollen.
Immer wieder erscheint der mittlerweile von der Suche nach ihrem Sohn besessenen Laura ein sein Gesicht mit einem Sack verhüllendes Kind, das sie zunächst fälschlicherweise für Simeón hält. Als ihr jedoch klar wird, dass es sich dabei nicht um ihren Sohn handelt, versucht sie ihn auf verschiedene Weisen zu finden, kommt allerdings zu keinem Ergebnis.
Gegen Schluss des Films werden die verschiedenen Handlungsstränge und Parodien zusammengeführt.
Mithilfe des maskierten Kindes, welches sich nun als Ofendia zu erkennen gibt, findet Laura die Leiche ihres Sohnes im Keller. Inzwischen kann die Fee gemeinsam mit der Playmobilfigur aus dem Puppenhaus entkommen und befreit den Pan. Dieser offenbart nun auch seine Mission: er soll Pedro aufwecken, der sich, wie sich herausstellt, in einem Luzidtraum befindet. Da er nur für das Basispaket bezahlt habe, wäre er in seiner Vorstellung nun querschnittgelähmt, hat aber auch die Möglichkeit, durch Selbstmord aus dem Traum zu erwachen und ein völlig gesundes Leben zu führen. Er entscheidet sich allerdings dagegen, da auch Ramira nur in seinem Traum existiert und er sie liebt. Durch ihre Ungeschicklichkeit stößt diese allerdings zuerst den Pan und dann den bettlägerigen Pedro vom Dach. In diesem Moment erkennt letzterer jedoch, dass er seinen Traum durch seine Gedanken beeinflussen kann und fliegt, nun nicht mehr gelähmt, aufs Dach zu Ramira zurück. Als die beiden wieder im Haus ankommen, finden sie Laura, die den Tod ihres Sohnes betrauert. Als Pedro ihr allerdings die Wahrheit über den Traum offenbart, schafft sie es, Simeón durch ihre Gedankenkraft wieder zum Leben zu erwecken. Am Ende fliegen Ramira, Pedro und Simeón, nun losgelöst von den Gesetzen der Realität, in den Himmel hinfort, wobei Simeón allerdings gegen eine Wand knallt, und nur sein Arm mit den anderen mitfliegt.

## Humor und Parodien
Einen Großteil seines Humors bezieht der Film durch die detailgetreue Kopie der Optik und Atmosphäre der Originalfilme, wobei diese durch komödiantische Einlagen gebrochen werden. Teilweise geschieht dies durch comichafte Überzeichnung, Bruch der vierten Wand durch überdeutlichen bzw. von den Charakteren selbst wahrgenommenen Einsatz von Stuntdoubles und Spezialeffekten oder konträrem Verhalten der agierenden Figuren im Vergleich zu ihrer Vorlage. Der Film baut dabei auf traditionelle Sight Gags (etwa, als Pedro mit wenigen Strichen eines zwischen seinen Zähnen eingeklemmten Pinsels ein fotorealistisches Gemälde malt) ebenso wie auf schwarze Komik durch einen eher beiläufigen Umgang der Figuren mit ernsten Themen wie Mord, Suizid oder Drogen. Auch Anspielungen auf die spanische Popkultur sind zu finden; so schlägt Ofendia Pedro mit einem Goya Award, um zu testen, ob er tatsächlich gelähmt ist. Der 2009 bereits für das Genre typisch gewordene Fäkalhumor kommt dabei aber nur am Rande und nicht lange ausgespielt vor.
Die Haupthandlung des Filmes setzt sich aus den beiden Filmen The Others und Das Waisenhaus zusammen. Dabei sind vor allem die Figuren von Laura und Simeón Zusammenführungen der Figuren Grace und Nicholas Stewart aus ersterem sowie Laura und Simón aus zweiterem Film und übernehmen dabei die wesentlichen Charakterzüge der Originalfiguren. In einer Szene trifft Laura in ihrem Haus auf Belén Rueda, die dieselbe Rolle im Originalfilm Das Waisenhaus verkörperte, und ebenfalls gerade ihren Sohn sucht. Ofendia basiert auf Ofelia aus dem Film Pans Labyrinth, wobei diese anders als im Original nicht als liebenswertes Mädchen, sondern als sadistisch und bösartig dargestellt wird, und unter anderem der Fee ihre Flügel verbrennt, sowie den Pan als Reittier versklavt. Ramira ist eine Parodie auf Raimunda aus Volver – Zurückkehren, dabei allerdings mit überzeichneter Ungeschicklichkeit, sodass sie sowohl in ihrer Tätigkeit als Kindermädchen als auch im Privatleben mehr Schaden zufügt als hilft – so setzt sie unter anderem Simeón in Brand, stößt Antonio aus dem Fenster und lässt Pedro vom Dach rollen, ohne es zu wollen. Letzterer ist wiederum ist eine Zusammenführung der beiden Figuren Ramón Sampedro aus Das Meer in mir und César aus Virtual Nightmare – Open Your Eyes. Wie auch Sampedro ist er gelähmt und sehnt sich nach dem Tod, allerdings basieren seine Hintergrundgeschichte wie auch sein letztlicher Plot Twist auf jenen von César. Zusätzlich zu den Charakteren gibt es auch zahlreiche Einzelszenen, die inhaltlich oder visuell an erfolgreiche spanische Filme und Serien, wie etwa REC oder Montags in der Sonne, angelehnt sind.

## Rezeption
In Spanien war Super Drama Movie ein finanzieller Kinoerfolg. Das Budget des Films betrug etwa 4,2 Millionen Dollar, wovon allein am Eröffnungswochenende 3,5 Millionen Dollar wieder eingespielt werden konnten. Insgesamt nahm der Film in seinem Land 10,8 Millionen Dollar ein. In Deutschland erschien der Film direkt auf DVD und erhielt wenig Beachtung.
Die Kritik zu Super Drama Movie fiel überwiegend gemischt bis negativ aus, wobei allerdings wiederholt erwähnt wurde, dass der Film den zeitgenössischen US-amerikanischen Parodien überlegen sei.
„Im Gegensatz zu Machwerken wie Disaster Movie bemühen sich die Spanier wenigstens noch darum, eine gewisse Geschichte zu erzählen. Durch die vielen Film-Verarschungen fällt diese jedoch ziemlich wirr aus und muss sich schließlich auch noch ausgerechnet bei Superman bedienen, statt ein knackiges Ende zu finden. Daher sind die sinnlosen Musicaleinlagen leider das mitunter Beste am Film. Was man ‚Super Drama Movie‘ aber wirklich lassen muss, ist ein (für dieses Genre) professioneller Look mit guten Spezialeffekten. So sind die Fehler wenigstens nur im Inhalt zu suchen, und nicht in der Darstellungsform.“
„Moderne Vertreter des spanischen Kinos werden von respektlosen (natürlich nicht wirklich, im Gegenteil) spanischen Filmemachern parodistisch zitiert und satirisch durch den Kakao gezogen in dieser gut gelaunten Verkettung von Sketchen, die man hierzulande als ‚Super Drama‘ vermarktet, obwohl doch ungleich mehr fantastische Stoffe als dramatische parodiert werden.“
-kino.de